# 漢氏蘚
漢氏蘚（学名：Hampeella pallens）为稜蒴蘚科漢氏蘚屬下的一个种。